# ماري آن غوميز
ماري آن غوميز (بالإنجليزية: Mary Ann Gomes) هي لاعبة شطرنج هندية، ولدت في 19 سبتمبر 1989 في كلكتا في الهند.

## وصلات خارجية
- ماري آن غوميز على موقع الاتحاد الدولي للشطرنج (الإنجليزية)
- ماري آن غوميز على موقع مباريات الشطرنج (الإنجليزية)
- ماري آن غوميز على موقع 365Chess.com (الإنجليزية)
- ماري آن غوميز على موقع Chesstempo.com (الإنجليزية)
- ماري آن غوميز سجل أولمبياد الشطرنج للسيدات على موقع OlimpBase.org (الإنجليزية)